# Liste der Schüler von Justus von Liebig
Die Liste der Schüler von Justus von Liebig verzeichnet die Schüler von Justus von Liebig (1803–1873), dem Begründer einer der bedeutendsten Chemikerschulen des 19. Jahrhunderts. Er war 1824 bis 1852 Professor in Gießen und danach in München.

## A
- James Allan (1825–1866), 1844 in Gießen, Chemielehrer an der Royal School of Medicine in Manchester und danach in Sheffield
- Thomas Anderson (1819–1874), promovierte 1841 in Edinburgh mit einer Arbeit über Chemie zum Doktor der Medizin. 1842 bei Berzelius in Stockholm und 1843/44 in Gießen, Professor in Edinburgh und Glasgow. Befasste sich mit landwirtschaftlicher Chemie und entdeckte die Picoline.

## B
- Lambert Heinrich von Babo (1818–1899), 1843 in Gießen, Professor in Freiburg
- Alfred Ferdinand Baldamus (1820–1886), 1841 in Gießen, Reichstagsabgeordneter und Gutsbesitzer
- William Bastick (1818–1903), 1842 in Gießen, pharmazeutischer Chemiker in Buckingham
- Moritz Baumert (1818–1865), 1847 in Gießen, Professor in Bonn
- Louis Theodor de Beauclair (1813–1846), 1832 in Gießen, Apotheker in Usingen
- Ernst Becker (1826–1888), promovierte bei Liebig
- Friedrich August Bensch (*  1817), 1844/45 bei Liebig in Gießen, bei dem er promovierte. Industriechemiker in Ringkühl bei Kassel.
- Willem Berlin (1825–1902), 1844 in Gießen, Professor für Anatomie (und Zoologie) in Amsterdam (am Athenaeum, das 1877 Universität wurde)
- Albert Bernays (1823–1892), ab 1841 in Gießen und 1843 promoviert, Lecturer in London
- Friedrich Bernoulli (1824–1913), 1844 in Gießen, Apotheker
- Gerhard Wilhelm Bichon, 1843 in Gießen und 1844 dort promoviert, aus den Niederlanden. Übersetzte die Chemischen Briefe von Liebig ins Französische
- James Elliot Blake (1814–1893), 1843 in Gießen, Weinhändler in Australien
- Hermann Bleibtreu (1821–1881), 1845 in Gießen, Promotion 1846, Assistent von August Wilhelm von Hofmann in London, Industriechemiker in einer Zementfabrik bei Stettin.
- George Rudolphe Blanchet (1807–1864), ab 1832 in Gießen, Schweizer, Vizepräsident des Erziehungsrats im Kanton Waadt in Lausanne
- John Blyth (1814–1871), 1843 in Gießen, später Professor am Queen’s College Cork, übersetzte Liebigs Chemische Briefe ins Englische.
- Emil Böckmann (*  1811), 1836 in Gießen, Chemiker im Labor von Fries in Heidelberg
- Wilhelm Heinrich Böttinger (1820–1874), aus Heilbronn, ab 1843 in Gießen und 1844 dort promoviert, ging nach England und wurde Chemiker in einer Brauerei.
- Pompejus Bolley (1812–1870), später Direktor des Polytechnikums Zürich
- Friedrich Bopp (1824–1849), in Gießen 1844, Assistent von Liebig, starb in der Badischen Revolution
- Daniel Breed, aus New York, war 1850 bei Liebig.[2] Arbeitete dort über Phosphat im Urin und Aschenanalyse des Gehirns. War promoviert. Übersetzte in den USA chemische Bücher (Löwig, Wille) und war Berater für Patentanmeldungen auf dem Gebiet der Chemie und zeitweise auch am Patentamt in den USA.
- Louis Brill (1814–1876), 1838 in Gießen, Apotheker in König
- Benjamin Collins Brodie jr. (1817–1880), ab 1844 in Gießen, 1850 promoviert, Professor in Oxford
- Johann Conrad Bromeis (1820–1862), 1839 in Gießen, Professor in Marburg
- George Jarvis Brush (1831–1912), studierte in München bei Liebig. Professor für Mineralogie und Metallurgie in Yale.[3]
- Franz Anton Buchka (1828–1896), hatte die Kopf-Apotheke in Frankfurt, 1850 in Gießen
- Ludwig Andreas Buchner (1813–1897), 1843 in Gießen, Professor in München
- Philipp Theodor Buchner (1821–1890), 1841 in Gießen und dort 1842 promoviert, Professor für Chemie am Polytechnikum in Darmstadt
- Georg Büchner (1813–1837), 1833 bis 1835 in Gießen, unter anderem studierte er bei Liebig
- Frank Buckland (1826–1880), 1845 in Gießen.
- Heinrich Buff (1805–1878), 1826 in Gießen und 1827 dort promoviert. Später Professor in Gießen.
- Heinrich Ludwig Buff (1828–1872), war 1851 in Gießen, Professor am Polytechnikum in Prag
- Benjamin Louis Bujard (1824–1862), 1848 in Gießen, Apotheker in Yverdon.
- John Lloyd Bullock (1812–1905), war 1837 in Gießen (Privatassistent von Liebig), Apotheker und Fabrikant in London

## C
- Robert Corbert Campbell (1817–1840), 1838 in Gießen, Arbeiten über Ferrocyanide
- Alexei I. Chodnev (1818–1883), Professor in Charkow
- Karl Clemm-Lennig (1817–1887), ab 1839 in Gießen und 1845 promoviert, gründete 1854 eine Düngerfabrik in Mannheim, wurde 1853 US-Staatsbürger
- Gustav Ludwig Crasso (*  1810), war 1840 bei Liebig, Inspektor der königlichen Porzellanmanufaktur in Meißen
- Alexander Crum (1828–1893), war 1844/45 in Gießen, später in der Kattunfabrik seines Vaters in Glasgow

## D
- Horace Marc Demarcay (1813–1866), studierte 1832 bis 1837 bei Liebig, französischer Politiker
- Ernst Dieffenbach (1811–1855), 1828 in Gießen bei Liebig, Professor für Geologie in Gießen.
- Otto Doepping (1814–1863), ab 1842 bei Lieb und 1844 promoviert. Chemiker an der kaiserlichen Porzellanmanufaktur in Sankt Petersburg und später an der Newsky-Stearinfabrik.
- Charles Dollfus (1828–1907), promovierte 1846 bei Liebig, übernahm die Chemiefabrik seines Vaters in Frankreich, gründete Hotels in der Schweiz und in Cannes.

## E
- William Eatwell (1819–1899), bei Liebig 1837, promovierte in Glasgow in Medizin und ging nach Indien, wo er Prinzipal des Calcutta Medical College war.
- Karl Friedrich Enderlin (1819–1893), war 1842 bei Liebig, Gründer von Seidenfärbereien in Basel.
- Christian Gotthold Engelmann (1819–1884), Apotheker in Basel
- Emil Erlenmeyer (1825–1909), studierte bei Liebig und promovierte bei ihm 1850, später Direktor der TH München.
- Carl Jacob Ettling (1806–1856), 1835 erster Staatsassistent von Liebig, später Professor für Mineralogie in Gießen.

## F
- Hermann Fehling (1811–1885), nach der Promotion in Heidelberg 1837 in Gießen und Paris, Professor am Polytechnikum in Stuttgart, bekannt für die Fehling-Probe.
- Ottokar von Feilitzsch (1817–1885), nach der Promotion in Bonn (1841) in Gießen, Physikprofessor in Greifswald.
- Ludwig Rudolf von Fellenberg-Rivier (1809–1878), war 1841 in Gießen, übernahm die Papierfabrik seines Vaters, dann Professor für Mineralogie und Chemie in Lausanne, später Privatlabor in Bern.
- Wilhelm Hugo Fleck (1828–1896), war ab 1850 in Gießen, Professor für Chemie und Physik in Dresden und Direktor des Gesundheitszentrums.
- Wilhelm Fleischmann (1837–1920), studierte in München bei Liebig. Professor in Königsberg und München.[4]
- Theodor Fleitmann (1828–1904), Assistent von Liebig, bei dem er 1850 promovierte. Ab 1851 Industriechemiker.
- George Fownes (1815–1849), promovierte 1841 bei Liebig, Professor am University College London. Fellow der Royal Society.
- William Francis (1817–1904), promovierte 1842 bei Liebig, Autor und Herausgeber von Chemiezeitschriften.
- Edward Frankland (1825–1899), 1849 in Gießen, Professor an der Royal Institution bzw. dem Royal College of Chemistry in London
- Carl Remigius Fresenius, promovierte 1842 bei Liebig, Gründer des bekannten Labors

## G
- John Gardner, Privatassistent von Liebig, promovierter Mediziner und Pharmazieunternehmer, Mitglied der Chemical Society, Herausgeber der englischen Ausgabe Familiar letters on chemistry von Liebig (1843).[5] Das machte Liebigs Namen bei Gutsbesitzern in England bekannt. Gardner und Lloyd Bullock besuchten Liebig und schlugen vor, in London eine ähnliche Chemieschule zu gründen, angesiedelt an der Royal Institution. Ein Teil sollte die Ausbildung von Apothekern übernahmen, ein anderer anderswo untergebrachter Teil ein kommerzielles Labor sein. Das führte aber 1845 zur Gründung des Royal College of Chemistry, wobei Gardner und Bullock ausgebootet wurden (Gardner war noch 1846 kurz Sekretär des Royal College of Chemistry, bevor er entlassen wurde).[6]
- Jules Gay-Lussac (*  1810), Sohn des berühmten Chemikers Joseph Louis Gay-Lussac (der Lehrer von Liebig), war 1831 bei Liebig und arbeitete dort über Paraffin. Später arbeitete er bei Pelouze. Lebte später in Kairo.
- Friedrich August Genth (1820–1893), war 1841 in Gießen, Assistent von Bunsen, Professor an der University of Pennsylvania.
- Charles Frédéric Gerhardt (1816–1856), 1836/37 bei Liebig, Professor in Montpellier, Paris, Straßburg
- Oliver Wolcott Gibbs (1822–1908), ab 1845 in Berlin, Gießen, Paris, Professor in New York und Harvard
- Joseph Henry Gilbert (1817–1901), England, später in der Düngemittelindustrie
- Theophile Gindroz (1813–1872), 1838 bei Liebig, Apotheker in Morges.
- Lorenz Giulini (1824–1898), 1842 bei Liebig, promovierte aber in Heidelberg, leitete eine Chemiefabrik in Ludwigshafen.
- John Hall Gladstone (1827–1902), ab 1847 in Gießen und dort 1848 promoviert, Professor an der Royal Institution in London.
- Thomas Graham (1805–1869), Professor in Glasgow und London. Er besuchte Liebig auf einer Europareise 1836. Liebig, der 1837 England besuchte auf Einladung von Thomas Thomson und dabei auch Graham besuchte und mit ihm chemische Fabriken bei Glasgow besuchte, nannte ihn damals als bedeutendsten Chemiker in England – auch wenn der Stand der Chemie damals dort nach Liebig nicht sehr gut war – neben dem älteren Thomson. Leitete ab 1854 die Münze und war erster Präsident der Chemical Society.
- William Gregory (1803–1858), 1835 bis 1841 bei Liebig, Professor in Glasgow, Aberdeen und Edinburgh, übersetzte die meisten Werke von Liebig ins Englische
- Friedrich Griepenkerl (1826–1900), promovierte 1848 bei Liebig, Schüler von Wöhler, Professor für Landwirtschaft in Göttingen.
- James Gros (*  1817), Fabrikant im Elsass (Wesserling), 1837 bei Liebig.
- Carl Gustav Guckelberger (1820–1902), studierte am Polytechnikum in Stuttgart, promovierte 1848 bei Liebig (bei dem er über volatile Zersetzungsprodukte von Albumin arbeitete) und war dessen Assistent von 1847 bis 1849, dann Industriechemiker zuerst in einer Papierfabrik und dann einer Sodafabrik bei Kassel.
- Karl Gundelach (1821–1878), promovierte 1846 bei Liebig, Chemiefabrikant in Luisenthal

## H
- Wilhelm von Hamm (1820–1880), promovierte 1845 bei Liebig in Gießen, Agrarwissenschaftler
- Friedrich Hegmann (1813–1860), 1837 bei Liebig, ging in die USA und war Apotheker in New York City.
- Wilhelm Heldt (1823–1865), war 1842 in Gießen, promovierte in Berlin.
- Karl Wilhelm Hempel (1820–1898), promovierte 1848 bei Liebig, Pharmazeut in Gießen
- Wilhelm Henneberg (1825–1890), 1846 bei Liebig, Professor in Göttingen
- William Charles Henry (1804–1892), sein Vater war Fabrikant in Manchester. Er promovierte in Edinburgh in Medizin und war 1836 der erste englische Schüler von Liebig. Schrieb eine Biographie von John Dalton.
- Carl Hertwig (1820–1896), war 1842 bei Liebig, Zigarettenfabrikant in Mühlhausen.
- John Frederick Hodges (1815–1899), zunächst Arzt, promovierte 1843 bei Liebig, Chemieprofessor in Belfast.
- (Gustav) Reinhold Hoffmann (1831–1919), 1849 bei Liebig, promovierte bei Kekulé in Heidelberg, Direktor einer Ultramarinfabrik in Marienberg und später bei Kalle Chemie in Wiesbaden.
- August Wilhelm von Hofmann (1818–1892), Assistent von Liebig, bei dem er 1843 promovierte. Professor in Bonn, London und Berlin. Einer der berühmtesten Liebig-Schüler.
- Eben Norton Horsford (1818–1893), Professor in Harvard, gründete Rumford Chem. Company für Backpulver
- Franz Hruschauer (1807–1858), 1831 Promotion in Medizin in Wien, 1843 bei Liebig, Professor für Chemie in Graz.

## I, J
- Pawel Antonowitsch Iljenkow (1821–1877), war 1844 bei Liebig. Ab 1850 Professor für Technologie in Sankt Petersburg, ab 1860 Direktor einer Zuckerfabrik, ab 1865 Professor für organische und landwirtschaftliche Chemie in Moskau.
- Friedrich Illisch (1822–1867), promovierte 1844 bei Liebig, Chemiker im russischen Staatsdienst
- Ferenc Janosi (1819–1879), war 1846 bei Liebig, ungarischer Lehrer, populärwissenschaftlicher Autor und Journalist.
- Carl Jobst (1816–1896), war 1836 bei Liebig, seine Familie hatte eine chemische Fabrik in Stuttgart.
- Samuel Wiliam Johnson (1830–1909), studierte in Yale und Leipzig und war 1852 bei Liebig in München in dessen Privatlabor. Landwirtschaftlicher Chemiker. Professor in Yale.
- Henry Bence Jones (1813–1873), ab 1841 bei Liebig, 1843 promoviert, klinische Chemie

## K
- Robert Kane (1809–1890), Professor für Chemie an der Apothecarian Hall in Dublin und ab 1834 Professor für Naturphilosophie an der Royal Dublin Society, 1836 drei Monate bei Liebig als Gastprofessor, wobei er unter anderem die Ethyl-Gruppe entdeckte. Gründete 1845 das Museum of Economic Geology in Dublin.
- Gustav Adolf Kayser (1817–1878), promovierte 1844 bei Liebig, Apotheker in Hermannstadt.
- August Kekulé (1829–1896), studierte bei Liebig mit der Promotion 1852, Professor in Bonn
- Wilhelm Keller (*  1818), war 1840 in Gießen, studierte auch bei Wöhler und war ab 1848 Arzt in Philadelphia.
- Theodor Kerndt (*  1821), promovierte 1846 bei Liebig, dann Industriechemiker in Berlin, Privatdozent in Leipzig, lehrte an einem landwirtschaftlichen Institut.
- Richard Georg Kersting (1821–1875), promovierte 1850 bei Liebig, Direktor einer Mineralwasserfabrik in Riga.
- Aleksei Ivanovich Khodnev (1818–1883), war 1843 in Gießen, studierte außerdem in Leipzig, ab 1848 Chemieprofessor in Charkow.
- Johann Ludwig Kleinschmidt, studierte ab 1843 in Gießen Pharmazie. Analyse von Aschen, später Veröffentlichungen über Geologie.[7]
- Friedrich Ludwig Knapp (1814–1904), studierte ab 1835 in Gießen und habilitierte sich dort 1841, Professor in Braunschweig
- Karl Jakob Wilhelm Koch (1827–1882), war 1849 in Gießen, ab 1853 Leiter eines Eisenwerks in Dillenburg
- Friedrich Kodweiss (oder Kodeweis, Kodweis, 1803–1866), promovierte bei Liebig 1830, in der Zuckerindustrie und er publizierte auch über Rübenzucker.
- Hermann Kopp (1817–1892), habilitierte sich 1841 in Gießen und war einer der beiden Nachfolger von Liebig auf seinem Lehrstuhl. Später Professor in Heidelberg.
- Constantin Philippe Kosmann (1810–1881), promovierte 1854 (matrikuliert schon 1835), Elsässer aus Neubreisach. Veröffentlichte viel über pharmazeutische Chemie.
- Peter Kremers (*  1827), war 1848 bei Liebig, promovierte in Berlin und hatte ein Privatlabor in Bonn und später in Köln.
- Eugen Otto Franz Krocker (oder Kroker, 1818–1891), promovierte 1845 bei Liebig, Professor an der landwirtschaftlichen Akademie in Proskau in Schlesien.
- Rudolf Krüger (1815–1846), Apotheker in Korbach, war 1838 bei Liebig
- Ludwig Kugler (1827–1849), war 1845 in Gießen, Apotheker in Gnesen.

## L
- Nikolai Erastowitsch Laskowski (1816–1871), war 1844 in Gießen und studierte auch in Berlin und Paris. Ab 1855 Chemieprofessor in Moskau.
- Julius Alexander Lehmann (1825–1894), promovierte 1851 bei Liebig, Chefchemiker in der landwirtschaftlichen Versuchsstation Weidlitz.
- Georg Lenoir (1824–1909), war 1846 bei Liebig, später Chemiefabrikant in Wien.
- (Georg) Karl Liebig (1818–1870), Bruder von Justus von Liebig, studierte ab 1842 in Gießen bei Liebig, Apotheker in Darmstadt
- Wilhelm Christian Loew (1818–1908), Apotheker in Marktredwitz, ab 1841 bei Liebig
- Julius Löwe (1823–1909), promovierte 1852, gründete ein Chemielabor in Frankfurt
- Eduard Luck (1819–1889), promovierte 1845, Chemiker in Höchst (Analyse).

## M
- Stevenson Macadam (1829–1901), aus Glasgow, promovierte 1853 bei Liebig, beratender Chemiker in Edinburgh und Lecturer an der Medical School
- Robert Maddrell, Engländer, 1845 bis 1847 bei Liebig
- Gustav Mallinckrodt (1829–1904), 1847 bei Liebig, Familienunternehmen.
- Friedrich Wilhelm Mangold (1827–1898), 1849 bei Liebig, Apotheker in Darmstadt
- Jean Charles Galissard de Marignac (1817–1894), 1840 in Gießen, Professor in Genf
- Theodor Marsson (1816–1892), aus Wolgast, 1841 bei Liebig, übernahm zunächst die väterliche Apotheke, promovierte 1856 in Botanik in Greifswald und widmete sich ab 1870 ganz der Botanik.
- August Matthiesen (1831–1870), promovierte 1853 bei Liebig und war dann bei Bunsen, hatte ab 1857 ein Privatlabor in London und war Lecturer am St. Mary`s Hospital und St. Bartholomew`s Hospital in London.
- Wilhelm Mayer (1827–1891), promovierte 1852 bei Liebig und war dessen Assistent. Privatdozent in München und Direktor einer Chemiefabrik in Heufeld.
- Johann Hermann Meidinger (1831–1905), promovierte 1853, Privatdozent in Heidelberg, ab 1869 Professor für technische Physik in Karlsruhe.
- Louis Henri Melsens (1814–1886), Belgier aus Löwen, promovierte bei Liebig um 1841, war Assistent von Dumas in Paris, Professor an der Veterinärmedizin-Schule in Brüssel
- Georg Franz Merck (1825–1873), 1847 in Gießen und dort 1848 promoviert, leitete die Firma Merck mit seinem Bruder in Darmstadt
- Victor Merz (1839–1904), Professor in Zürich, 1861/62 bei Liebig in München.[8]
- Wilhelm Meyer, promovierte 1840, Apotheker in Frankfurt
- William Allen Miller (1817–1870), war 1840 bei Liebig, 1842 Promotion in Medizin am King’s College London, wo er Professor für Chemie wurde
- Emil Möricke (1822–1897), promovierte 1846, Apotheker in Wimpfen
- Hugo Müller (1833–1915), promovierte bei Wöhler in Göttingen, dann Assistent bei Liebig in München, ging nach London und war danach Geschäftsmann
- James Sheridan Muspratt (1821–1871), 1843 bis 1845 in Gießen, danach bis 1848 bei August Wilhelm von Hofmann in London, Chemiefabrikant in Liverpool (sie produzierten auch Liebigs Patentdünger, die Fabrik besuchte Liebig 1845 zweimal auf seiner vierten und fünften Englandreise). Liebig hatte auf seiner Englandreise 1837 die Sodafabrik des Vaters James Muspratt (1793–1886) besucht. Gründete 1848 das Liverpool College of Chemistry. Auch Edmund Knowles Muspratt (1833–1923), Frederick Muspratt (1825–1872) und Richard Muspratt (1822–1885) aus derselben Familie studierten bei Liebig.

## N
- Joseph Francois Pierre Namur (1823–1892), aus Luxemburg, 1845 bei Liebig, Pharmazeut, Lehrer am Progymnasium in Echternach
- Jerome Nickles (1820–1869), war 1845 bei Liebig, Professor für Chemie in Nancy
- Henry Minchin Noad (1815–1877), promovierte 1851 bei Liebig, Professor am St. George’s Hospital London
- Carl Nöllner (1808–1877), war 1836 bei Liebig, Teilhaber der Chemiefabrik Zoeppritz in Freudenstadt, ab 1854 Direktor einer Nitratfabrik in Hamburg

## O
- Charles Frédéric Oppermann (1805–1872), promovierte 1830 bei Liebig, Professor (ab 1835) und Direktor (ab 1848) der École supérieure de pharmacie in Straßburg.
- Vicente Ortigosa (1817–1877), aus Mexiko, promovierte 1842 bei Liebig, wo er sich mit Nikotin und Coniin befasste. Veröffentlichte später vor allem über Ernährung.
- Friedrich Julius Otto (1809–1870), promovierte in Jena, 1838 in Gießen, Professor und Direktor am Polytechnikum in Braunschweig. Bekannt für sein Chemielehrbuch mit Thomas Graham.

## P
- Benjamin Horatio Paul (18271917), promovierte 1848 bei Liebig, Herausgeber des Pharmaceutical Journal
- Frederick Penny (1816–1869), promovierte 1842 in Gießen. Industriechemiker bei der Firma Selkirk (Leuchtgas aus Kohle), Professor am Anderson’s College in Glasgow von 1839 bis 1869.
- Max von Pettenkofer (1818–1901), 1844 in Gießen, Professor in München
- Michele Peyrone (1813–1883), promovierte 1835 in Turin in Medizin. 1842 in Gießen. Professor für Chemie in Turin. Entdecker von Cisplatin. War mit Liebig befreundet und verbreitete dessen Ideen zur landwirtschaftlichen Chemie in Italien.
- Hermann Pistor (1822–1883), 1846 in Gießen, Apotheker in Mainz
- Adolf von Planta (1820–1895), promovierte 1845 in Gießen, hatte ein Privatlabor in Schloss Reichenau bei Chur in der Schweiz.
- Philippe Plantamour (1816–1898), promovierte 1839 in Gießen und war bei Berzelius in Stockholm. Hatte ein Privatlabor in der Schweiz und war Professor in Genf.
- Lyon Playfair, 1. Baron Playfair (1818–1898), 1839 in Gießen und dort 1840 promoviert. Professor in Edinburgh.
- Theodor Poleck (1821–1906), aus Neisse, studierte ab 1843 Chemie in Gießen, promovierte 1849 in Halle. Danach an der Familienapotheke in Neisse und Chemielehrer. Ab 1867 Professor für pharmazeutische Chemie in Breslau.
- Alexei Iwanowitsch Polunin (1820–1888), war 1845 in Gießen. Promovierte 1848 in Moskau in Medizin und war dort Professor für pathologische Anatomie und Physiologie.
- John Addison Porter (1822–1866), war 1847 in Gießen. Professor für analytische und landwirtschaftliche Chemie an der Yale University und ab 1856 für organische Chemie. Dekan der Sheffield Scientific School in Yale.
- Louis Posselt (1817–1880), promovierte in Heidelberg 1840 und war im Folgejahr in Gießen. 1842 Privatdozent und ab 1847 außerordentlicher Professor in Heidelberg. Wanderte 1848 nach Mexiko aus und war auch zeitweise in Kalifornien.
- David Simpson Price (1823–1888), war 1846 in Gießen. Superintendant des technischen Museums im Crystal Palace in Sydenham.

## R
- Franz Ragsky, promovierte in Wien in Medizin, in Gießen 1844 in Chemie immatrikuliert. Arbeitete in Gießen über Harnstoffanalyse und veröffentlichte später in analytischer Chemie
- Josef Redtenbacher (1810–1870), 1840 in Gießen, Professor in Prag
- Henri Victor Regnault (1810–1878), 1835 bei Liebig, Professor an der École Polytechnique und am Collège de France.
- Ludwig Reuling (1811–1879), 1836 bei Liebig, Arzt in Wöllstein
- Robert Reuling (1808–1852), 1830 bei Liebig, Apotheker in Darmstadt
- Thomas Richardson (1773–1852), Schüler des Chemikers Thomas Thomson. War 1836 bei Liebig und studierte auch bei Pelouze in Paris. Bedeutender Industriechemiker in Newcastle (unter anderem Superphosphate). Herausgeber des Handbuchs Chemical Technology.
- Albin Heinrich Ricker (1811–1852), war 1835 in Gießen, Apotheker in Kaiserslautern.
- Theodor Rieckher (1818–1888), promovierte 1844 in Gießen, Apotheker in Marbach
- Emil Riegel (1817–1873), promovierte 1840 in Gießen. Gründete 1845 das Pharmazeutische Institut Karlsruhe zur Ausbildung von Apothekern.
- Friedrich Rochleder (1819–1874), promovierte 1842 in Wien in Medizin, danach in Gießen. Ab 1845 Professor für Chemie in Lemberg, ab 1849 in Prag und ab 1870 in Wien.
- Julius Römheld (1827–1911), war 1849 in Gießen, Apotheker in Chicago
- John Robinson Rogers, promovierte 1848 in Gießen, Apotheker in Honiton in Devonshire.
- Edmund Ronalds (1819–1889), ab 1842 in Gießen, wo er promovierte. 1849 bis 1856 Chemieprofessor am Queen’s College Galway, dann Privatlabor in Edinburgh.
- Ogden Nicholas Rood (1831–1902), studierte in München bei Liebig. Professor für Physik an der Columbia University.
- Gustav Roser (1823–1860), war 1848 in Gießen, Apotheker in Schwäbisch Hall.
- Thomas Henry Rowney (1817–1894), war ab 1852 in Gießen und promovierte dort. Chemieprofessor am Queen’s College Galway.
- Karl Rübsamen (1826–1902), war 1848 in Gießen. Apotheker in Frankfurt.
- Eduard Rüling (1811–1875), promovierte 1846 bei Liebig.

## S
- Frédéric Sacc (1819–1890), promovierte 1844 in Gießen, 1845 bis 1848 und 1866 bis 1875 Professor für Chemie in Neuchatel. 1846 bis 1866 Industriechemiker in Wesselingen. Ab 1875 Chemieprofessor in Santiago de Chile.
- Fridolin von Sandberger (1826–1898), 1845 in Gießen und dort 1846 promoviert, Geologe, Professor in Karlsruhe und Würzburg
- Edvard August Scharling (1807–1866), Professor für organische Chemie in Kopenhagen. War 1836 Assistent bei Liebig.[9]
- Johann Joseph von Scherer (1814–1869), 1840/41 in Gießen, Professor in Würzburg
- Jacob Heinrich Wilhelm Schiel (1813–1889), nach der Promotion in Heidelberg 1842 in Gießen, wurde 1845 Privatdozent in Heidelberg, 1849 bis 1858 in den USA, dann in Baden-Baden.
- Adolf Schlieper (1825–1887), war 1844 in Gießen, von 1848 bis 1851 in den USA, bevor er die väterliche Textilfabrik übernahm.
- Julius Eugen Schlossberger (1819–1860), promovierte 1840 in Tübingen in Medizin, war 1843 in Gießen. 1845/46 Assistent von William Gregory in Edinburgh, ab 1847 Chemieprofessor in Tübingen.
- Carl Ernst Heinrich Schmidt (1822–1894), 1843 in Gießen, wo er bei Liebig promovierte, er promovierte außerdem 1845 in Göttingen in Medizin, wo er außerdem Schüler von Wöhler war, Professor für physiologische Chemie in Dorpat. Liebig schrieb ihm die Priorität bei der Entdeckung der Zellulose zu. Er prägte den Begriff Kohlenhydrate. Wilhelm Ostwald war sein Doktorand.
- Georg Heinrich Eberhard Schnedermann (1818–1881), promovierte 1845 in Gießen, Lehrer in Leipzig und ab 1847 Professor für Chemie an einer Fachschule in Chemnitz, deren Direktor er auch war.
- Woldemar von Schneider (1843–1914), Assistent von Liebig in München, später in Sankt Petersburg. Starb in Freiburg.
- Friedrich Schödler (1813–1884), ab 1834 in Gießen und Assistent von Liebig, bei dem er 1838 promovierte, Rektor der Realschule in Mainz
- Henry Edward Schunck (1820–1903), promovierte 1841 in Gießen, seine Eltern hatten eine Textilfabrik in Belfield. Forschte in einem Privatlabor. Bedeutende Arbeiten über Pflanzenfarbstoffe (Chlorophyll, Alizarin, Indigo).
- Ernst Sell (1808–1854), Apotheker, promovierte 1834 in Gießen, gründete eine Fabrik für Teerdestillation in Offenbach
- Georg von Siebold (1812–1873), 1831 in Gießen, Apotheker in Mainz.
- John Lawrence Smith (1818–1883), studierte in South Carolina Medizin, studierte 1841 in Gießen und danach in Paris. Professor an der Louisiana State University, der University of Virginia und ab 1854 an der Louisville University.
- Roger Angus Smith (1817–1884), promovierte 1841 in Gießen, 1842 bis 1845 Assistent von Lyon Playfair in Manchester, dann beratender Chemiker.
- Ascanio Sobrero (1812–1888), 1843 in Gießen, nachdem er bei Théophile-Jules Pelouze in Paris studiert hatte, einem Schüler von Gay-Lussac. Entdecker des Nitroglyzerins, Professor in Turin
- Nikolai Nikolajewitsch Sokolow (1826–1877), war 1850 in Gießen und außerdem in Paris, Professor für Chemie in Nowosibirsk, Sankt Petersburg und Odessa.
- August Souchay, aus Frankfurt. Studierte ab 1842 in Gießen. Veröffentlichte später über analytische Chemie.[10]
- Hermann Spirgatis (1822–1899), aus Königsberg, nach der Promotion in Jena war er 1850 in Gießen. Professor für pharmazeutische Chemie in Königsberg.
- Karl Stammer (1828–1893), war 1848 in Gießen und promovierte 1850 in Berlin. Lehrer in Münster und später Leiter einer Zuckerfabrik bei Breslau.
- Christoph Stähelin (1804–1870), aus Basel. In Gießen 1842 immatrikuliert, arbeitete über Pflanzenrinde. Promovierte 1848 in Basel in Physik und war dort Professor für Physik.[11]
- Wilhelm Stein (1811–1889), ab 1839 in Gießen und Sekretär von Liebig. Ab 1850 Professor für technische und praktische Chemie am Polytechnikum in Dresden.
- Bernhard Sthamer (1817–1903), promovierte 1845 in Gießen, leitete das chemisch-pathologische Labor im Hospital von Rostock und später eine chemische Fabrik in Hamburg.
- John Stenhouse (1809–1880), 1839 in Gießen, wo er promovierte. Später Chemieprofessor am St. Bartholomew’s Hospital in London.
- Carl Stoelzel (1826–1896), nach der Promotion in Heidelberg 1849 war er im darauffolgenden Jahr in Gießen, Lehrer in Nürnberg und ab 1868 Professor für technische Chemie in München.
- Adolph Strecker (1822–1871), 1840 in Gießen und dort 1842 promoviert, 1846 bis 1848 Assistent von Liebig, Professor in Oslo, Tübingen und Würzburg.
- William Kirby Sullivan (1821–1893), war 1842 bei Liebig, danach am Museum der irischen Industrie, zuletzt als Professor, 1873 bis 1893 Präsident des Queen’s College in Cork.

## T
- Alfons Tenner (1829–1898), war 1850 bei Liebig, Apotheker in Darmstadt
- Moritz Christian Julius Thaulow (1812–1850), war 1837 bei Liebig, Professor für Chemie in Oslo.
- Karl Eugen Thiel (1830–1915), promovierte 1852 bei Liebig, Lehrer in Darmstadt und ab 1875 Professor.
- Robert Dundas Thomson (1810–1864), promovierte 1832 in Glasgow in Medizin, Assistent seines Onkels Thomas Thomson in Glasgow, dann Lecturer am St. Thomas Hospital in London.
- Thomas Thomson (1817–1878), nach der Promotion in Medizin 1839 bei Liebig, später als Arzt in Indien und Professor für Botanik in Kalkutta.
- Ludwig Thudichum, aus Büdingen, studierte Medizin in Gießen mit der Promotion 1851. Später Arzt in London, Direktor des pathologisch-chemischen Labors am St. Thomas Hospital.
- Thomas George Tilley (gestorben 1849), promovierte 1841 bei Liebig. Professor für Chemie am Queens College in Birmingham. War 1848 bei Redtenbacher in Prag.
- Heinrich Tillmanns (1831–1907), ab 1850 bei Liebig, Industriechemiker in Krefeld.
- Moritz Traube (1826–1894), war 1844 bei Liebig und promovierte 1847 in Berlin. Weinhandlung der Familie in Ratibor, hatte ein Privatlabor. Nach ihm sind Traubesche Zellen benannt.
- Hermann von Trauschold (1817–1902), aus Berlin, studierte ab 1844 in Gießen Chemie, von 1845 bis 1846 Assistent von Liebig, 1847 promoviert. Er ging nach Russland, promovierte 1871 in Dorpat in Mineralogie und wandte sich der Geologie und Paläontologie zu. 1868 bis 1888 Professor für Geologie und Mineralogie an der Landwirtschaftshochschule in Moskau.

## U
- Julius Bodo Unger (1819–1885), war 1845 bei Liebig, hatte eine Seifenfabrik in Hannover

## V
- Franz Varrentrapp (1815–1877), 1839 in Gießen und dort 1840 promoviert, Professor in Braunschweig und Münzwardein, Mitgesellschafter des Vieweg Verlags
- Francois Verdeil (1826–1865), promovierte 1848 bei Liebig, dann in Paris
- August Vogel, nach der Promotion in Medizin in München war er 1840 in Gießen. Promovierte 1848 in Erlangen, Professor für Agrarchemie in München.[12]
- Julius Vogel (1814–1880), nach der Promotion in Medizin in München 1838 bei Liebig, Professor für Pathologie in Göttingen.
- Carl Vogt (1817–1895), ab 1833 in Gießen bei Liebig, Professor der Zoologie in Gießen und Bern.
- Hermann Vohl (1823–1878), war 1845 bei Liebig, Privatlabor in Bonn und danach in Köln.
- Jacob Volhard (1834–1910), Assistent von Liebig in München und von Hofmann in London, Professor in Erlangen und Halle. War auch Biograph von Liebig.

## W
- Alexander Abramowitsch Woskressenski (1809–1880), 1837 in Gießen, Professor in Sankt Petersburg. Zu seinen Schülern zählt Mendelejew.
- William Wallace (1832–1888), promovierte 1857, beratender Chemiker (City Analyst) in Glasgow
- Henry Adam Weber, 1868 Assistent bei Liebig in München, Professor an der Ohio State University.[13]
- Valentin Weidenbusch, promovierte 1847 in Gießen, Industriechemiker im Odenwald.
- Charles Wetherill (1825–1871), ab 1847 in Gießen und dort 1848 promoviert, Professor an der Lehigh University.
- Josiah D. Whitney (1819–1896), 1846 in Gießen, Geologe, Professor in Harvard
- Ludwig Ferdinand Wilhelmy, studierte in Gießen, promovierte 1846 in Heidelberg, wo er auch Privatdozent war. Später in Berlin.
- Heinrich Will (1812–1890), ab 1837 in Gießen und dort 1839 promoviert, Assistent von Liebig und einer seiner beiden Nachfolger in Gießen.
- Alexander William Williamson (1824–1904), studierte Medizin in Heidelberg bei Gmelin und 1844 bei Liebig in Gießen. Professor für Chemie am University College London.
- Karl Georg Winkelblech, promovierte 1832 bei Liebig. Später befasste er sich auch mit Nationalökonomie. Er lehrte in Kassel.
- Julius August Wolff (1830–1898), aus Elberfeld. War ab 1848 in Gießen und promovierte 1850. Partner in der Farbstofffirma der Familie in Barmen.[14]
- Charles Adolphe Wurtz (1817–1884), war ab 1842 bei Liebig. Später Professor in Paris, wo er bei Liebigs Lehrer Jean-Baptiste Dumas war und dessen Nachfolger wurde. Liebig besuchte 1867 Wurtz in Paris.

## Z
- Friedrich Zamminer (1817–1858), promovierte 1840 bei Liebig. Professor für Physik und Mathematik in Gießen. Mitarbeiter von Heinrich Buff. Mit Buff und Kopp arbeitete er am Handwörterbuch der Chemie.
- Nikolai Zinin (1812–1880), Dozent in Kasan, ab 1838 zur Weiterbildung in Berlin und bei Liebig in Gießen. 1840 wieder in Sankt Petersburg, wo er promovierte. War dort und in Kasan Professor.
- Philipp Zöller (1832–1885), enger Mitarbeiter von Liebig auf dem Gebiet der Agriculturchemie in München, Professor in München, Erlangen, Göttingen und Wien, Herausgeber der 9. Auflage der Agriculturchemie, Biograph der Tätigkeit Liebigs als Agriculturchemiker[15][16]
- Constantin Zwenger (1814–1884), aus Fulda. Studierte ab 1835 Medizin und Chemie in Gießen. Promovierte 1841 in Marburg, wo er Professor wurde.